# My Policeman
My Policeman (prt: My Policeman; bra: My Policeman ou Meu Policial) é um filme de drama e romance norte-americano dirigido por Michael Grandage e baseado no romance homônimo escrito por Bethan Roberts. É estrelado por Harry Styles, Emma Corrin, Gina McKee, Linus Roache, David Dawson e Rupert Everett.
O filme foi lançado no Festival Internacional de Cinema de Toronto, antes de ter um lançamento limitado nos Estados Unidos em 21 de outubro de 2022.

## Premissa
Ambientado em Brighton, na década de 1950, um policial homossexual chamado Tom casa-se com Marion, uma professora escolar, enquanto está em um relacionamento com Patrick, curador de um museu. O segredo que eles compartilham ameaça arruinar a vida de todos os envolvidos.

## Elenco
- Harry Styles como Tom Burgess
  - Linus Roache como uma versão mais velha de Tom
- Emma Corrin como Marion Taylor
  - Gina McKee como uma versão mais velha de Marion
- David Dawson como Patrick Hazlewood
  - Rupert Everett como uma versão mais velha de Patrick
- Kadiff Kirwan

## Produção
Foi anunciado em setembro de 2020 que a Amazon Studios iria produzir My Policeman. Michael Grandage foi escalado para dirigir um roteiro escrito por Ron Nyswaner, com Harry Styles e Lily James em negociações para estrelar o filme. James não ficou com o papel e deixou as negociações em fevereiro de 2021, sendo substituída por Emma Corrin. Em março do mesmo ano, David Dawson, Linus Roache e Rupert Everett entraram para o elenco. Em junho de 2021, Kadiff Kirwan juntou-se ao elenco do filme.
As filmagens começaram em abril de 2021 em Londres, Brighton e Hove. Em Hove, a gravação da cena de um casamento foi feita na Regency Town House em Brunswick Square.

## Lançamento
My Policeman foi lançado no Festival Internacional de Cinema de Toronto. Em seguida, teve um lançamento limitado nos Estados Unidos em 21 de outubro de 2022, antes de entrar para o catálogo do Prime Video em 4 de novembro de 2022.